# فؤاد صروف
فؤاد صَرّوف (۱۹۰۰-۱۹۸۵) دانشمند و ادیب لبنانی بود. ویراستار مجلات المقتطف (۱۹۲۷–۱۹۴۴)، المختار (۱۹۴۷–۱۹۴۷)، الأبحاث (۱۹۵۹–۱۹۶۶) بود. ..